# Kiwanuka (album)
Kiwanuka è il terzo album in studio del cantante britannico Michael Kiwanuka, pubblicato nel 2019.

## Tracce
1. You Ain't the Problem – 4:09
2. Rolling – 2:51
3. I've Been Dazed – 4:25
4. Piano Joint (This Kind of Love) (Intro) – 2:18
5. Piano Joint (This Kind of Love) – 3:51
6. Another Human Being – 1:51
7. Living in Denial – 3:31
8. Hero (Intro) – 1:20
9. Hero – 3:19
10. Hard to Say Goodbye – 7:05
11. Final Days – 4:10
12. Interlude (Loving the People) – 2:42
13. Solid Ground – 3:53
14. Light – 5:48